# Харгилах
Харгилах — мыс на побережье Чукотского полуострова, в южной части залива Лаврентия Берингова моря.
Был нанесён на карту во время кругосветной экспедиции А. К. Деливрона в 1881 году и назван мысом Бубнова по фамилии одного из офицеров команды клипера Стрелок.
Современное название — возможная адаптация чук. Кыргыльын — «сухой».
Мыс сложен из гальки и песка, местами порос невысокой травой.
Непосредственно близ мыса Харгилах расположено село Лаврентия.